# Redmi (điện thoại)
Xiaomi Redmi 1 (còn được gọi là Hồng Mễ hoặc Gạo Đỏ) là một chiếc điện thoại thông minh được ra mắt vào tháng 7 năm 2013 tại Trung Quốc và tháng 8 năm 2013 trên toàn cầu, được phát triển bởi công ty điện thoại Trung Quốc Xiaomi Inc. Đây là sản phẩm đầu tiên của loạt điện thoại thông minh Redmi| của Xiaomi. Nó có màn hình IPS 4,7 inch độ phân giải 720x1080, vi xử lý MediaTek MT6589T Quad-core 1.5 GHz Cortex-A7 và chạy hệ điều hành Android 4.2.2 Jellybean với giao diện người dùng MIUI v5 ban đầu, có thể nâng cấp lên Android 4.4.2 Kitkat với giao diện người dùng MIUI 9.
Với giá thành thấp, Redmi 1 đã trở thành một chiếc điện thoại thông minh rất phổ biến và được nhiều người tiêu dùng yêu thích. Xiaomi đã chọn bán điện thoại thông minh trực tuyến để tuân thủ chính sách vốn tối thiểu của họ.

## Tính năng

### Phần mềm
Redmi 1 được trang bị hệ điều hành Android 4.2.2 Jellybean kết hợp với giao diện người dùng MIUI v5, có thể nâng cấp lên Android 4.4.2 Kitkat với giao diện người dùng MIUI 9.

### Phần cứng
Redmi 1 có khung bằng nhựa với chiều dài 5,39 in (137 mm), chiều rộng 2,72 in (69 mm) và độ dày 0,39 in (9,9 mm), nặng 158 g (5,6 oz). Màn hình là một màn hình cảm ứng điện dung LCD IPS 4,7 inch, hỗ trợ 16 triệu màu với độ phân giải 1280 x 720 pixel, tương đương với khoảng 312 điểm ảnh trên mỗi inch. Thiết bị có một bộ xử lý trung tâm Mediatek MT6589T, gồm bốn nhân CPU Cortex-A7 tốc độ 1,5 GHz và một đơn vị xử lý đồ họa PowerVR SGX544MP của Imagination Technologies, cùng với một cảm biến gia tốc, con quay hồi chuyển, la bàn và cảm biến tiệm cận. Thiết bị cũng được trang bị 1 GB RAM và 4 GB bộ nhớ trong, hỗ trợ mở rộng bằng thẻ nhớ microSD lên đến 64 GB. Các tính năng khác bao gồm một microphone, GPS, một camera sau 8 megapixel với chức năng tự động lấy nét và đèn flash LED, và một camera trước 1.3 megapixel. Camera sau có khả năng quay video với độ phân giải 1080p, trong khi camera trước hỗ trợ quay video độ phân giải 720p. Phía sau điện thoại thông minh có bề mặt nhựa phẳng với logo Xiaomi bằng kim loại mài mòn ở giữa dưới của nắp sau. Điện thoại thông minh được vận chuyển kèm với một bộ sạc AC 1.000 mA, để sạc pin 2.000/2.050 mAh (tối thiểu/điển hình) của nó.

### Nhà cung cấp linh kiện
- Bộ vi xử lý: Mediatek
- Modem: Mediatek
- PMIC: Mediatek
- Wifi/Bluetooth: Mediatek
- Kết nối: Mediatek
- Âm thanh: Mediatek
- RAM: Samsung, Micron
- Bộ nhớ: Samsung, Micron
- Màn hình hiển thị: Sharp, AUO
- Cảm ứng: Focaltech
- Camera: Samsung, OmniVision, Atmel
- Pin: Coslight

### Kế nhiệm
Xiaomi Redmi 1S là một phiên bản nâng cấp của Redmi 1, được ra mắt vào tháng 5 năm 2014.